# 喬治·希洛夫
格奧爾基·葉夫根尼耶維奇·希洛夫（俄語：Гео́ргий Евге́ньевич Ши́лов；1917年2月3日—1975年1月17日）是一位蘇聯數學家，專精泛函分析，並於賦範環與廣義函數兩領域有重要貢獻。

## 生平
希洛夫生於伊萬諾沃-沃茲涅先斯克，1938年畢業於莫斯科國立大學，二戰期間曾入伍報效國家。希洛夫于1951年莫斯科大學獲物理-數學博士學位，嗣後曾短暫執教於基輔大學，1954年回到莫斯科大學就任教授職。希洛夫服務於莫斯科大學期間，共計指導約逾40位研究生。希洛夫與其同事伊斯拉埃爾·蓋爾范德一同在廣義函數與偏微分方程兩領域有許多合作研究成果。
1975年，希洛夫死于莫斯科。

## 著作
希洛夫所著之《線性空間引論》是一本著名而有特色的線性代數教科書。簡體中文版由南開大學吳大任教授等人翻譯，由高等教育出版社出版。
希洛夫還著有《向量分析講義》，以及與伊斯拉埃爾·蓋爾范德合著的5卷本《廣義函數論》。

## 外部連結
- 喬治·希洛夫在數學譜系計畫的資料。
- . mathnet.ru. （原始内容存档于2019-09-13） （俄语）.